# Betty Vergès
Pour les articles homonymes, voir Vergès.
Betty Vergès, née en 1956, est une actrice et mannequin française ayant joué dans quatre films ouest-allemands à la fin des années 1970.

## Biographie
Betty Vergès est née en 1956 en France. Fille d'un garde du corps, elle passe son enfance en Provence. Elle étudie d'abord l'histoire de l'art et les études romanesques à l'université de Genève pour devenir enseignante, mais abandonne ensuite ses études pour se lancer dans une carrière de mannequin. Dès l'âge de 18 ans, elle pose pour des magazines de mode et des magazines masculins.
Betty et Olivia Pascal figurent dans le numéro d'avril 1977 de Continental Film Review. Dans le 8e numéro de 1978, elle fait la couverture du célèbre magazine Playboy.
De 1976 à 1979, elle a tourné dans quatre films érotiques pour la société de production Lisa-Film GmbH. Elle est surtout connue pour son rôle de la séduisante Patricia dans la comédie de Siggi Götz Delicia, ou la croisière des caresses,. Betty y incarnait de manière libre et ludique l'image d'une fille décomplexée sur fond de plages grecques luxueuses et sablonneuses.

## Filmographie
- 1977 : Delicia, ou la croisière des caresses (Griechische Feigen) de Sigi Rothemund : Patricia
- 1977 : C'est à vous tout ça ? (de) (Freude am Fliegen / Silvia im Reich der Wollust) de Franz Josef Gottlieb : Ilona
- 1978 : Dans la chaleur des nuits d'été (de) (Summer Night Fever) de Sigi Rothemund : Inès
- 1979 : Les Vacances de Dracula en Haute-Bavière (Graf Dracula (beisst jetzt) in Oberbayern) de Carl Schenkel : Comtesse Olivia